# Publi Volumni Eutràpel
Publi Volumni Eutràpel (en llatí: Publius Volumnius Eutrapelus) va ser un cavaller romà del segle I aC. Formava part de la gens Volúmnia. El cognomen Eutràpel (grec antic: Εὐτράπελος, Eutrápelos 'astut') el va obtenir a causa de la seva vivacitat i enginy.
Ciceró li va dirigir dues cartes, i explica algunes anècdotes sobre ell. Va ser amic de Marc Antoni i company de les seves disbauxes. Citeris, l'amant de Marc Antoni, havia estat abans amant d'Eutràpel, i era anomenada Volúmnia, i lliurement la va cedir al seu amic. Va aconseguir força influència a partir del 44 aC després de la mort de Juli Cèsar i l'ascens de Marc Antoni. Ciceró va demanar alguns favors al triumvir a través de Volumni Eutràpel.
Després de la derrota a Mutina l'any 43 aC, Eutràpel i altres amics de Mar Antoni, van passar un moment delicat però ell va ser ajudat per Tit Pomponi Àtic. A la tornada de Marc Antoni va ser praefectus fabrum del seu exèrcit i va protegir a Àtic, que temia per la seva seguretat per causa de la seva connexió amb Ciceró i Brutus. A petició d'Àtic va esborrar de la llista de proscrits el poeta Luci Juli Càlid, a qui ell mateix havia inclòs.